# Fernando Lopes dos Santos Varela
Fernando Lopes dos Santos Varela, noto semplicemente come Fernando Varela (Cascais, 26 novembre 1987), è un calciatore capoverdiano con cittadinanza portoghese, difensore dell'Alverca.

## Carriera

### Club
Dopo aver giocato con varie squadre di club, tra cui anche il Trofense e il Feirense, nel 2012 firma un triennale con il Vaslui. Il 30 agosto 2012 firma il primo gol in Europa nel preliminare di Europa League contro l'Inter.
Nel settembre del 2013 passa alla Steaua Bucarest.
Il 23 luglio 2016 si trasferisce in Grecia al PAOK, firmando un contratto triennale.

## Statistiche

### Presenze e reti nei club
Statistiche aggiornate al 10 giugno 2023.
| Stagione               | Squadra                | Campionato             | Campionato | Campionato | Coppe nazionali | Coppe nazionali | Coppe nazionali | Coppe continentali | Coppe continentali | Coppe continentali | Altre coppe | Altre coppe | Altre coppe | Totale | Totale |
| Stagione               | Squadra                | Comp                   | Pres       | Reti       | Comp            | Pres            | Reti            | Comp               | Pres               | Reti               | Comp        | Pres        | Reti        | Pres   | Reti   |
| ---------------------- | ---------------------- | ---------------------- | ---------- | ---------- | --------------- | --------------- | --------------- | ------------------ | ------------------ | ------------------ | ----------- | ----------- | ----------- | ------ | ------ |
| 2007-2008              | Estoril Praia          | SL                     | 18         | 0          | CP+CdL          | 0+1             | 0+0             | -                  | -                  | -                  | -           | -           | -           | 19     | 0      |
| 2008-gen. 2009         | Estoril Praia          | SL                     | 11         | 1          | CP+CdL          | 0+4             | 0+1             | -                  | -                  | -                  | -           | -           | -           | 15     | 2      |
| Totale Estoril         | Totale Estoril         | Totale Estoril         | 29         | 1          |                 | 5               | 1               |                    | -                  | -                  |             | -           | -           | 34     | 2      |
| gen.-giu. 2009         | Trofense               | PL                     | 11         | 1          | CP+CdL          | 0+0             | 0+0             | -                  | -                  | -                  | -           | -           | -           | 11     | 1      |
| 2009-2010              | Trofense               | SL                     | 12         | 0          | CP+CdL          | 0+1             | 0+0             | -                  | -                  | -                  | -           | -           | -           | 13     | 0      |
| 2010-2011              | Trofense               | SL                     | 27         | 1          | CP+CdL          | 0+0             | 0+0             | -                  | -                  | -                  | -           | -           | -           | 27     | 1      |
| Totale Trofense        | Totale Trofense        | Totale Trofense        | 50         | 2          |                 | 1               | 0               |                    | -                  | -                  |             | -           | -           | 51     | 2      |
| 2011-2012              | Feirense               | PL                     | 30         | 2          | CP+CdL          | 1+2             | 0+1             | -                  | -                  | -                  | -           | -           | -           | 33     | 3      |
| 2012-2013              | Vaslui                 | Liga I                 | 32         | 1          | CR              | 0               | 0               | UCL+UEL            | 2+2                | 0+1                | -           | -           | -           | 36     | 2      |
| lug.-ago. 2013         | Vaslui                 | Liga I                 | 5          | 0          | CR              | 0               | 0               | -                  | -                  | -                  | -           | -           | -           | 5      | 0      |
| Totale Vaslui          | Totale Vaslui          | Totale Vaslui          | 37         | 1          |                 | 0               | 0               |                    | 4                  | 1                  |             | -           | -           | 41     | 2      |
| 2013-2014              | Steaua Bucarest        | Liga I                 | 23         | 4          | CR              | 6               | 1               | UCL                | 2                  | 0                  | -           | -           | -           | 31     | 5      |
| 2014-2015              | Steaua Bucarest        | Liga I                 | 30         | 3          | CR+CdL          | 3+2             | 0+0             | UCL+UEL            | 6+5                | 0+0                | SR          | 1           | 0           | 47     | 3      |
| 2015-2016              | Steaua Bucarest        | Liga I                 | 29         | 3          | CR+CdL          | 4+1             | 0+0             | UCL+UEL            | 4+1                | 1+0                | SR          | 1           | 0           | 40     | 4      |
| Totale Steaua Bucarest | Totale Steaua Bucarest | Totale Steaua Bucarest | 82         | 10         |                 | 16              | 1               |                    | 18                 | 1                  |             | 2           | 0           | 118    | 12     |
| 2016-2017              | PAOK                   | SLE                    | 24         | 1          | CG              | 7               | 0               | UEL                | 8                  | 0                  | -           | -           | -           | 39     | 1      |
| 2017-2018              | PAOK                   | SLE                    | 27         | 2          | CG              | 6               | 0               | UEL                | 4                  | 0                  | -           | -           | -           | 37     | 2      |
| 2018-2019              | PAOK                   | SLE                    | 27         | 2          | CG              | 5               | 0               | UCL+UEL            | 6+6                | 1+0                | -           | -           | -           | 44     | 3      |
| 2019-2020              | PAOK                   | SLE                    | 28         | 1          | CG              | 5               | 1               | UCL+UEL            | 2+2                | 0+0                | -           | -           | -           | 37     | 2      |
| 2020-2021              | PAOK                   | SLE                    | 23         | 1          | CG              | 3               | 0               | UCL+UEL            | 4+6                | 0+1                | -           | -           | -           | 36     | 2      |
| 2021-2022              | PAOK                   | SLE                    | 16         | 0          | CG              | 0               | 0               | UECL               | 6                  | 0                  | -           | -           | -           | 22     | 0      |
| Totale PAOK            | Totale PAOK            | Totale PAOK            | 145        | 7          |                 | 26              | 1               |                    | 44                 | 2                  |             | -           | -           | 315    | 10     |
| 2022-2023              | Casa Pia               | PL                     | 27         | 1          | CP+CdL          | 1+3             | 0+1             | -                  | -                  | -                  | -           | -           | -           | 31     | 2      |
| 2023-2024              | Casa Pia               | PL                     | 24         | 0          | CP+CdL          | 2+3             | 0+0             | -                  | -                  | -                  | -           | -           | -           | 29     | 0      |
| Totale Casa Pia        | Totale Casa Pia        | Totale Casa Pia        | 51         | 1          |                 | 9               | 1               |                    | -                  | -                  |             | -           | -           | 60     | 2      |
| Totale carriera        | Totale carriera        | Totale carriera        | 424        | 24         |                 | 60              | 4               |                    | 66                 | 4                  |             | 2           | 0           | 552    | 32     |

## Palmarès
- Campionato rumeno: 2

Steaua Bucarest: 2013-2014, 2014-2015
- Coppa di Lega rumena: 1

Steaua Bucarest: 2014-2015
- Coppa di Romania: 1

Steaua Bucarest: 2014-2015
- Coppa di Grecia: 4

PAOK: 2016-2017, 2017-2018, 2018-2019, 2020-2021
- Campionato greco: 1

PAOK: 2018-2019